# Антропогенний рельєф

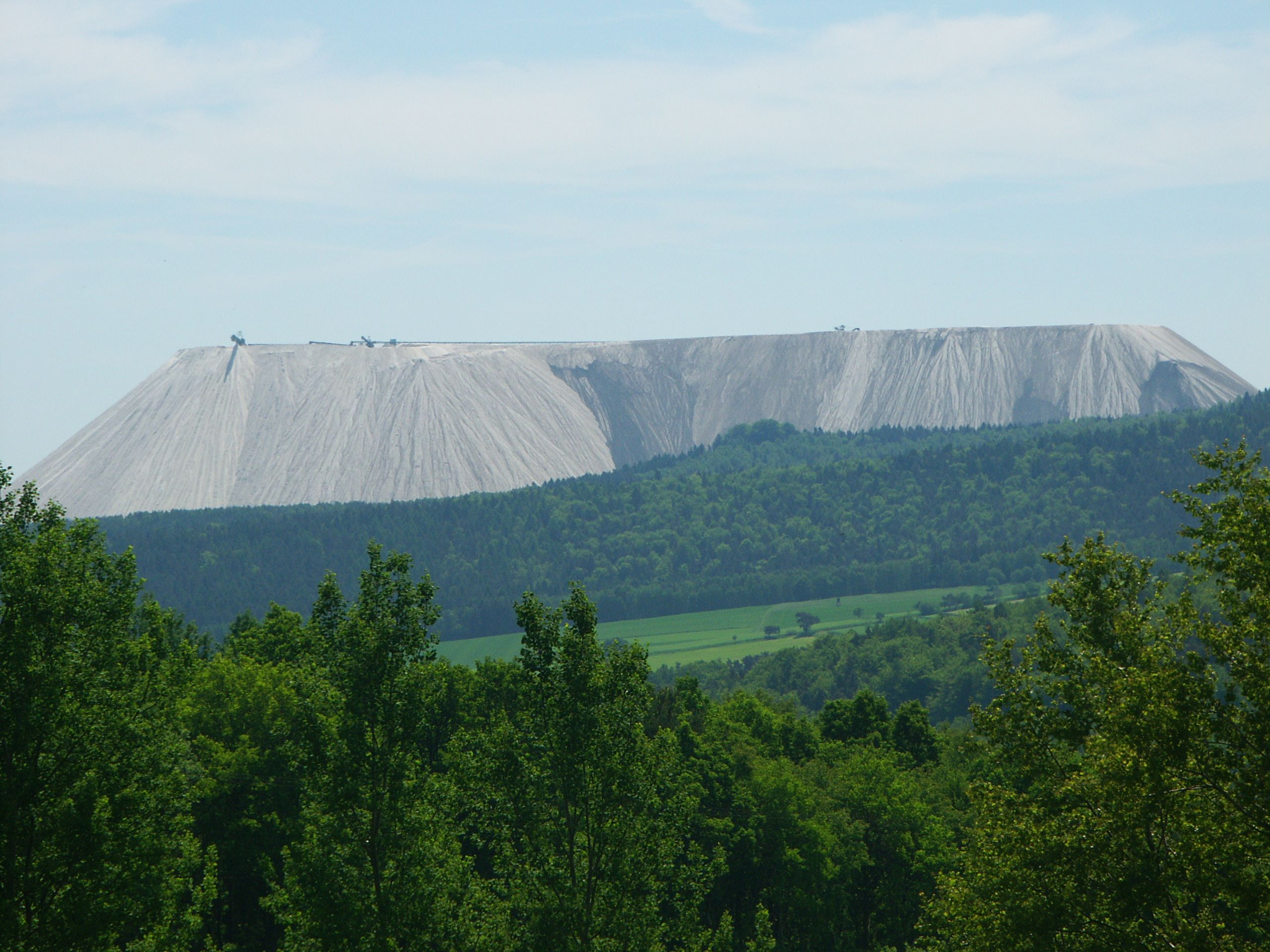
Терикон висотою 200 м. Донбас.

Антропоге́нний рельє́ф — сукупність форм рельєфу, створених, чи значно змінених господарською діяльністю людини.

## Загальний опис
Свідома зміна рельєфу відбувається при:
- меліорації земель (террасування і обвалювання схилів, будівництво орошувальної і дренажної мереж);
- будівництві (насипи, греблі, виямки, канали);
- рекультивації пошкоджених ландшафтів

Стихійно утворені форми антропогенного рельєфу часто виникають як результат неправильного впливу на природу (яри, зсуви, рухомі піски тощо), при розробках корисних копалин без рекультивації земель (терикони, кар'єри), а також у процесі цілеспрямованого перетворення рельєфу при меліорації, будівництві (канали, тераси, дамби тощо).